# Nannophyopsis clara
Nannophyopsis clara är en trollsländeart som först beskrevs av James George Needham 1930.  Nannophyopsis clara ingår i släktet Nannophyopsis och familjen segeltrollsländor. IUCN kategoriserar arten globalt som livskraftig. Inga underarter finns listade i Catalogue of Life.